# Maleficent: Suverana Răului
Maleficent: Suverana Răului este un film american de fantezie produs de Walt Disney Pictures, regizat de Joachim Rønning, si scris de Linda Woolverton, Micah Fitzerman-Blue și Noah Harpster după un scenariu al Woolverton.
Este o adaptare live-action a filmului Frumoasa adormită (1959), și o continuare a fanteziei Maleficent (2014).

## Distribuție
- Angelina Jolie - Maleficent
- Elle Fanning - Prințesa Aurora
- Michelle Pfeiffer - Regina Ingrith
- Chiwetel Ejiofor - Conall[5]
- Sam Riley - Diaval
- Ed Skrein - Borra[6]
- Imelda Staunton - Flora
- Juno Temple as Fauna
- Lesley Manville - Vreme- Bună
- Harris Dickinson - Prințul Phillip
- Robert Lindsay  Regele John
- Warwick Davis[7]
- Jenn Murray - Gerda[8]
- David Gyasi
- Judith Shekoni - Shrike
- John Carew[9]